# Mimasaka
Mimasaka (美作市?, Mimasaka-shi) è una città giapponese della prefettura di Okayama.
La città è nota soprattutto per aver dato i natali a Miyamoto Musashi, samurai, scrittore e pittore, considerato il più grande spadaccino della storia del Giappone. La zona di Ōhara-Cho è infatti nota come Musashi no Sato (武蔵の里?), letteralmente "terra natale di Musashi".

## Monumenti e luoghi d'interesse

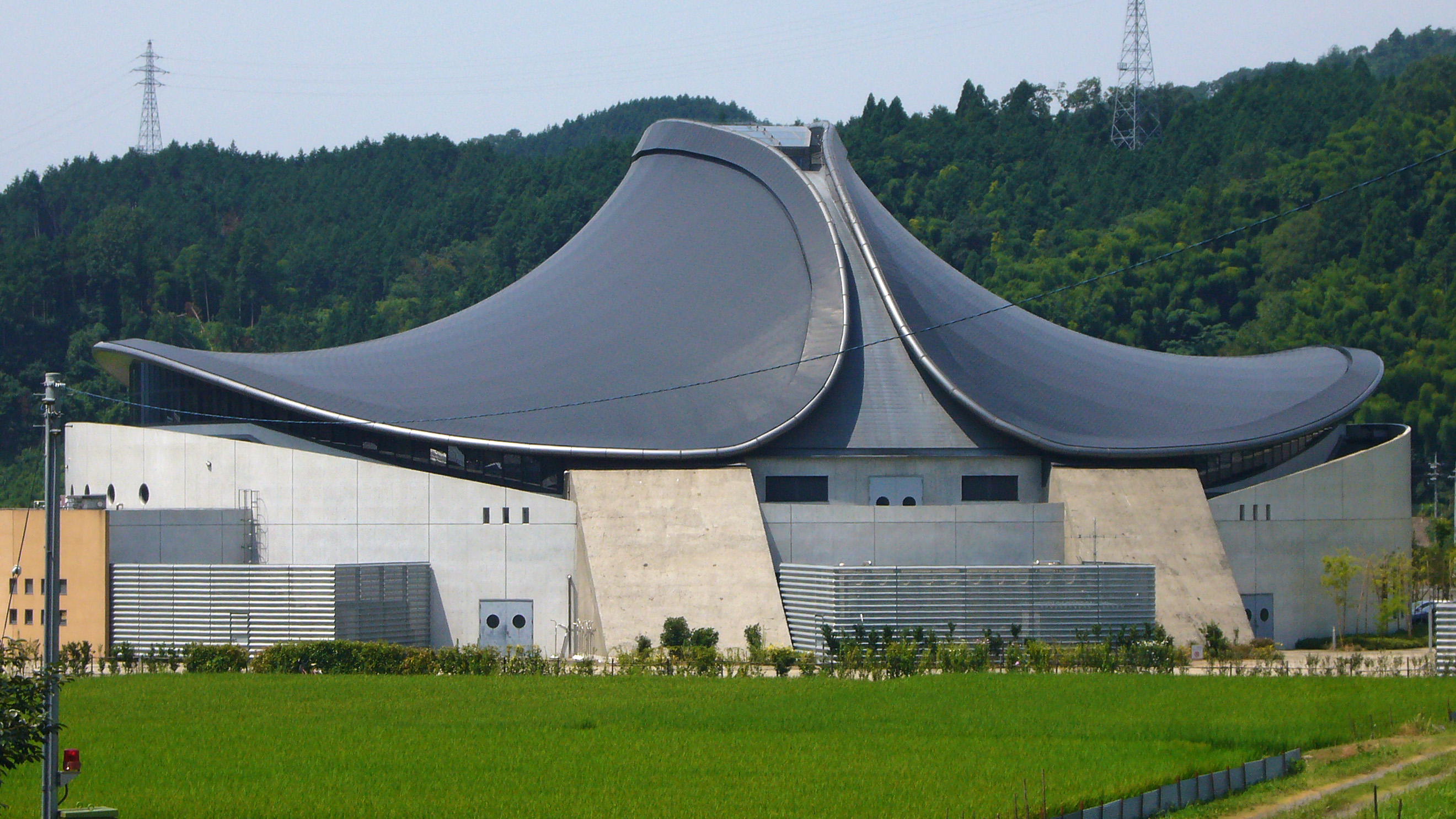
Musashi Budokan

A Mimasaka, nell'area nota come Musashi no Sato (武蔵の里?), ha sede il Musashi Budokan, il cui nome completo è Miyamoto Musashi Kenshō Musashi Budōkan (宮本武蔵顕彰武蔵武道館?), dedicato alla memoria del celebre samurai Miyamoto Musashi, nato in questi luoghi.
Si tratta di celebre un impianto dedicato alla pratica delle arti marziali giapponesi, principalmente del kendō, in cui si svolgono annualmente importanti gare nazionali ed internazionali.
La vista frontale rappresenta un elmo da samurai (kabuto), simbolo della prefettura di Okayama, mentre la visuale dall'altro riproduce il design della celebre tsuba del samurai a cui l'edificio è dedicato. In pratica tutto l'edificio celebra Miyamoto Musashi in quanto figura centrale della cultura tradizionale giapponese.

## Relazioni Internazionali
Gemellaggio di Ōhara-chō (Giappone) e Gleizé (Francia) con l'approvazione del sindaco di Mimasaka.